# 신지와 읍차
신지(臣智)와 읍차(邑借)는 삼한의 군장 칭호 가운데 각각 하나이다.
《삼국지》 〈위지〉(魏志) 변진전(弁辰傳)에 따르면, 큰 나라의 우두머리를 신지, 그 다음은 검측, 맨 하급을 읍차로 불렀다. 이들 칭호는 격의 차이는 있으나 모두 장수에 대한 칭호로, 그 중 가장 높고 유력한 것이 신지였다.
큰 나라의 우두머리는 신지를 비롯하여 진지(秦支)·축지(蹴支) 등으로 불렸고 신지,진지,축지는 부(父)를 뜻하는 질지와 같은 의미이다. 그럭저럭 규모가 있는 나라는 검측(儉側) 및 험측(險側)·견지(遣支) 등으로 불렸다. 가장 규모가 작은 나라의 우두머리는 읍차(邑借)라 했고, 그 밖에도 번예(樊穢)라는 호칭이 있었다. 臣은 秦과 辰으로 공통되는 음이며 智는 治와 知와 같이 수장 또는 족장을 뜻하는 "치"라는 토착음을 한자로 차용하여 표기한 것이다
삼국지에 '長帥'를 '臣智'라고 한다는 기록이 있는데, '臣'의 당시 재구음이 /*gin/이었고 長의 뜻이 '긴/길'이다.

## 같이 보기
- 삼한

## 참고 자료
- 진수(3세기), 《삼국지》 〈권30 오환선비동이전 中 변진전(弁辰傳) 〉
- 이 문서에는 다음커뮤니케이션(현 카카오)에서 GFDL 또는 CC-SA 라이선스로 배포한 글로벌 세계대백과사전의 내용을 기초로 작성된 글이 포함되어 있습니다.

1. ↑  “신지 臣智”. 《韓国民族文化大百科事典》. 2022년 4월 2일에 원본 문서에서 보존된 문서.
2. ↑  《삼국지》 권 30 동이전, 한조